# 発酵乳
発酵乳（はっこうにゅう）は乳製品の一種。発酵乳の原料となる乳は牛乳のみならず山羊、羊、馬、ラクダなどの乳も含める。乳酸菌で発酵させる例が多いが、酵母を利用した発酵乳もある。

## 発酵乳の歴史
西アジアのティグリス川とユーフラテス川にはさまれたメソポタミアでは紀元前8000年頃には牛や羊が飼育されており、牛乳や羊乳は食料にされていた。またそれら乳を保存するために様々な乳製品が作られ、その乳製品の一つとして発酵乳として酸乳やそこから凝乳が作り出されたと言われている。古代メソポタミア文明で産まれた乳製品の製法技術は、家畜の飼育法とともにヨーロッパなど周辺の各地に伝播し、広まっていった。酸乳や凝乳は旧約聖書にも記述がある。

## 発酵乳の利点
- 乳そのものも栄養的にすぐれた食品であるが乳酸菌などで発酵させることで乳の成分であるたんぱく質が分解され、消化吸収されやすくなっている[1]。
- 牛乳には乳糖が含まれているが、これを人体で分解するための酵素であるラクターゼが欠乏しているか、全く持っていない乳糖不耐症となっている人が少なからず存在し、そのような人が牛乳を摂取すると下痢を引き起こす。牛乳を乳酸発酵させた発酵乳は、乳糖が一部分解されることで、小腸でも乳酸菌の持つラクターゼが乳糖を分解するため、下痢が起こりにくい[1]。
- 乳酸菌が産生する乳酸によってpHが低くなり腐敗菌の増殖が抑えられる。このため、乳に比べて保存性が高くなる[1]。
- 発酵の過程で乳酸や芳香成分が産生されることで、酸味や好ましい香りを付与し、食欲を喚起させる[1]。

## 日本
日本では乳及び乳製品の成分規格等に関する省令第2条で発酵乳が定義されており、『乳又はこれと同等以上の無脂乳固形分を含む乳等を乳酸菌又は酵母で発酵させ、糊状又は液状にしたもの又はこれらを凍結したものをいう』となっている。
「糊状にしたもの」に分類される発酵乳
- ハードヨーグルト
- ソフトヨーグルト

「液状にしたもの」に分類される発酵乳
- ドリンクヨーグルト

「凍結したもの」に分類される発酵乳
- フローズンヨーグルト

### 日本の発酵乳の歴史
日本においては仏教伝来と併せて500年代には百済を経由して牛とともに搾乳術が伝えられたと言われている。
600年代には牛乳を保存するための加工品として「酪」「酥」「醍醐」と呼ばれるものが作られるようになっておりこれを発酵乳とする説もある。平安時代に執筆された医学書である『医心方』には｢酪」「酥」「醍醐」の名称が記述されているがそれぞれの製造方法は記載されていない。

## 発酵乳の例
日本で発酵乳といえば牛乳から作られるヨーグルトを指すことが多いが、世界を見渡せば牛以外の乳からも作られており、その数は400種類ともいわれる。
ケフィア
コーカサス地方。乳酸菌のほかに酵母や酢酸菌が含まれる。日本ではヨーグルトきのことしても知られる。
クミス
東ヨーロッパからアジア地域。馬乳から作られるアルコール性の発酵乳。
ダヒ
インドやネパール。乳酸菌のほか酵母も含まれ、牛、水牛、ヤクなどの乳から作られる。
ダディ
スマトラ島西部。水牛の乳を竹筒に入れ、竹筒に付着する乳酸菌や酵母で発酵を行わせる。
ヴィーリ
フィンランド。
イマー
デンマーク。
スキール
アイスランド。脱脂乳から作られる。